# Thüdinghausen
Thüdinghausen ist ein Ortsteil von Moringen im Landkreis Northeim und liegt 4 km südlich vom Stadtzentrum. Das Ortswappen mit Pflug und Ähren weist auf die landwirtschaftliche Tradition des Ortsteils hin.

## Geschichte
Thüdinghausen wird als Ursprung des Rittergeschlechtes der späteren Grafen von Hardenberg angesehen.
Die Zuordnung der oft als ersten urkundlichen Nennung eingestuften Erwähnung „in Tubrigowe villam quae dicitur Tutinge“ aus den Jahren 780–788 zu Thüdinghausen wird angezweifelt und stattdessen z. B. auf Döttingen im Taubergau bezogen. Auch eine Erwähnung 978 als Tutinhusen im Codex Eberhardi wird von manchen Forschern auf andere Ortschaften bezogen. Nach einer Theorie des 18. Jahrhunderts soll die Benennung des Ortes ihren Ursprung in den Namen des sächsischen Gottes Tüü haben. Nach neuerer Forschung setzt sich der Ortsname aus der häufig in Ortsnamen verwendeten Endung -ingehūsen und einen Stamm *Thud- zusammen. Bei dem Bestimmungswort handelt es sich um den Stamm eines Kurznamens, der auf das altsächsische thiod(a) (Volk, Menge) zurückzuführen ist.
Zur Zeit des Abtes Saracho von Rossdorf (1053/56?–1071) hatte das Kloster Corvey in Thüdinghausen Grundbesitz. Dieser fiel an Heinrich den Löwen (1129–1195), wurde mit Heinrichs Eigentum in Northeim (aus dem Erbe der Northeimer Grafen) verbunden und gehörte dann zum Burggut in Moringen. Somit entstanden dann zwei große Grundbesitze in Thüdinghausen, zum einen der landesherrliche zum Burggut Moringen gehörende Besitz, zum anderen der kirchliche Besitz (Bistum Fulda / Erzbistum Mainz).
Der auf der Moringer Burg residierende Burgritter von Moringen entstammte dem Geschlecht der Grafen von Roden. Um 1140 traten dessen Söhne als Lehensinhaber des herzoglichen Grundeigentums in Thüdinghausen unter den Namen Bernhard, Hermann und Diedrich von Thuttigehusen auf. Die Söhne Hermanns von Thuttigehusen traten dann später unter dem Namen „von Novalis“ auf dem ebenfalls zum Moringer Gutshof gehörenden Vorwerk Großenrode in Erscheinung, wieder eine Generation später führten dann die Söhne des Bernhard von Novalis Günther und Hermann den Namen „Hardenberg“.
Zwischen 1466 und 1486 wurde Thüdinghausen bei verschiedenen Fehden dreimal total abgebrannt, auch im Dreißigjährigen Krieg wurde der Ort stark zerstört. Am 18. Juli 1777 zerstörte ein Feuer fast alle Häuser, auch die erst 1742 neu errichtete Kapelle. An ihrer Stelle wurde 1782 ein einfacher Fachwerk-Saalbau errichtet, an den 1888 auf der Westseite im Stil der Neuromanik ein Turm aus roten Sandsteinquadern angebaut wurde.

## Politik
Thüdinghausen hat einen siebenköpfigen Ortsrat, der seit der Kommunalwahl 2021 ausschließlich von Mitgliedern der „Freien Wählergruppe Thüdinghausen“ besetzt ist. Die Wahlbeteiligung lag bei 59,25 Prozent.

## Kultur
Im Ort gibt es derzeit diverse aktive Vereine. Dies sind unter anderem der Verein für das Dorfgemeinschaftshaus Thüdinghausen, der Feuerwehrverein der Freiwilligen Feuerwehr, der MTV von 1929 Thüdinghausen e.V., der Musikzug und der Pferdeverein Thüdinghausen e.V.